# Isabel Carmen Eckerl
Isabel Carmen Eckerl fue militante de las Fuerzas Armadas Revolucionarias (FAR), de la Juventud Peronista (JP), Montoneros y dirigente gremial docente en Mar del Plata víctima de la última dictadura cívico militar de Argentina

## Breve reseña
Estaba casada con Federico Guillermo Baez, nacido el 27 de enero de 1951, estudiante de Derecho, militante de la Juventud Universitaria Peronista (JUP) y Montoneros. En su declaración testimonial refirió que ambos eran víctimas permanentes de la policía y de grupos armados de extrema derecha, sobre todo de la Concentración Nacional Universitaria (CNU), que actuaba en conjunto con las Fuerzas de Seguridad. Su esposo en una asamblea de representantes de organizaciones juveniles peronistas en el año 1973, se encontró con Gustavo Demarchi, que era representante de la CNU.

## Su detención
El 15 de julio de 1975 personal de la Brigada de Investigaciones de la policía bonaerense la detuvo en su domicilio, junto a su pequeño hijo. Ambos fueron trasladados a la Unidad Regional, donde se la acusó por los supuestos delitos de "atentar contra el ser nacional y contra la integridad de la Patria". El fiscal era Gustavo Demarchi, que solicitó una pena de catorce años de prisión. Comenzó su reclusión en la cárcel de Olmos y en 1976 fue trasladada a la cárcel de Devoto. Fue liberada a principios de 1980 y por gestiones del gobierno austríaco se exilió en Viena junto a su hijo.
Trabajó en la Secretaría de Derechos Humanos de la Nación y milita en la organización Peronismo Militante.

## Hermano
Carlos Eduardo Eckerl, hermano de Isabel, era militante del Peronismo de Base (PB) en el año 1968. En 1969 formó el Movimiento de Acción Secundaria (MAS) y luego la Unión de Estudiantes Secundarios (UES). Comenzó la carrera de Ciencias Económicas, mientras continuó su militancia territorial y en la Juventud de Trabajadores Peronistas (JTP). En 1975 fue tomada prisionera su esposa Liliana Alonso, junto a Isabel. Al regresar de visitar a su hermana, fue secuestrado y llevado en calidad de detenido desaparecido a la comisaría 4.ª. Luego fue liberado. El 1.º de marzo de 1976, un operativo de las fuerzas conjuntas lo fue a buscar junto al esposo de Isabel. Al no encontrarlos, se llevaron a los padres y al hermano de Federico y a su madre. Actualmente, Carlos es músico.

## El crimen de su familia
Su esposo fue secuestrado el 1 de abril de 1977 y llevado al Centro Clandestino de Detención (CCD) “La Cueva”. Fue asesinado de un tiro y hasta la fecha, permanece desaparecido.
En la madrugada del 1 de marzo de 1976 secuestraron a su madre, María Carmen Gromaz, y a sus suegros, Federico Guillermo Báez y Agnes Salvia Acevedo, junto a su cuñada, María Ercilia Báez. Sus suegros y su cuñada aparecieron muertos a la semana en Dolores, mientras su madre fue liberada tres días después, sin embargo, el daño provocado en sus riñones le provocó la muerte, años después.

## Declaración
Isabel declaró en los Juicios por la Verdad y en el Juicio del circuito represivo Necochea, Comisaría Cuarta y Base Aérea.